# DC-Multiversum
Das DC-Multiversum ist ein Konzept des US-amerikanischen Comicverlags DC Comics, in dem es mehrere meist ähnliche Paralleluniversen gibt.

## Hintergrund

### Goldenes Zeitalter
Die erste große Comicwelle (Goldenes Comiczeitalter) begann mit Superman (ab 1938 mit US-Action Comics #1) und Batman (ab 1939 mit US-Detective Comics #27). Schnell etablierten sich eine Menge anderer Comicfiguren beim Vorläufer des jetzigen Verlags DC Comics, unter ihnen Wonder Woman, The Flash und Green Lantern. Nach dem Zweiten Weltkrieg ging die Popularität von Superheldencomics drastisch zurück und bis zum Ende der 1950er Jahre wurden alle Superheldentitel eingestellt, mit Ausnahme der „großen Drei“ Superman, Batman und Wonder Woman.

### Silbernes Zeitalter
1955 führte DC Comics die Figur des Flash neu ein. Diese Figur hatte allerdings mit dem Flash der 1940er Jahre nur den Namen und die Fähigkeit, sich mit enormer Geschwindigkeit fortzubewegen, gemein. Alles andere wie Kostüm, Identität, Herkunft der Superkräfte, Wirkungsstätte, Gegner und Begleitfiguren war neu. Mit dem unerwarteten Erfolg wurde das so genannte Silberne Comiczeitalter eingeläutet, und bald wurden auch Green Lantern und weitere Figuren runderneuert und neu eingeführt.

### Gerechtigkeitsliga und Kontinuität
1960 entstand mit der Gerechtigkeitsliga (Justice League of America, kurz JLA, ab US-The Brave and the Bold #28) eine neue, bald sehr populäre Serie. Zwar hatte es bereits ab Beginn der Vierziger mit der Justice Society of America (kurz JSA, ab US-All Star Comics #3) etwas Ähnliches gegeben, aber es gab einen wesentlichen Unterschied, denn die Justice Society bestand nur aus Helden, die keine eigene Comicserie hatten. Die Gerechtigkeitsliga bestand hingegen aus den populärsten Helden, die bereits aus eigenen Serien bekannt waren. Besonders hervorzuheben sind hierbei Flash und Green Lantern, die bei der Gerechtigkeitsliga feste Größen waren. Zwar waren Superman und Batman ebenfalls formal feste Mitglieder der Gerechtigkeitsliga, jedoch tauchten sie in den ersten Jahren nie auf den Titelbildern auf und waren bei den meisten frühen Abenteuern „verhindert“. Der Grund dafür bestand darin, dass diese beiden populären Helden zu dieser Zeit bereits bei sehr vielen Titeln erschienen und sie nicht noch in weiteren verwendet werden sollten. In den folgenden Jahren rückten jedoch auch diese beiden Helden zunehmend ins Zentrum der Geschichten.
Damit hatte das Bestehen der Gerechtigkeitsliga eine weitere Konsequenz, denn die verschiedenen Titel und Helden von DC erschienen nicht mehr komplett unabhängig voneinander. Mit der Gerechtigkeitsliga als Zusammenschluss der wichtigsten Superhelden bei DC bekamen die verschiedenen Geschichten eine Kontinuität, sie schienen in einem gemeinsamen Universum stattzufinden, obwohl jeder der Superhelden immer nur gegen seine eigenen und damit dieselben Gegner kämpfte.

## Entstehung

### Flash zweier Welten
1961 erschien in US-The Flash #123 eine Geschichte, in der der damalige Flash (Barry Allen) auf eine andere Welt gerät, nämlich jene, in der der Flash aus den 1940er Jahren (Jay Garrick) wirkt. Als Erklärung dafür wurde die parallele Existenz mehrerer Universen, die einander zwar stark ähneln, sich aber dennoch unterscheiden, angegeben. Bald wurde die Bezeichnung „Erde-1“ für die Welt der „aktuellen“ Figuren und „Erde-2“ für die Welt der Figuren der 1940er Jahre verwendet, obwohl Herausgeber Julius Schwartz anmerkte, dass es eigentlich andersherum hätte sein müssen. In US-The Flash #137 traf der Flash von Erde-1 schließlich auch auf die Justice Society von Erde-2.
Die pseudowissenschaftliche Erklärung dafür war, dass mehrere Elemente am gleichen Ort sein können, sofern sie mit unterschiedlicher Frequenz vibrieren. Nachdem jeder Flash in der Lage war, seine Vibrationen zu kontrollieren, war es ihnen möglich, zwischen den Parallelwelten zu wechseln.

### Gerechtigkeitsliga und Krisen auf den Erden-1, -2 und -3
1963 erschienen in US-JLA #21 und #22 die Titel „Krise auf Erde-Eins“ und „Krise auf Erde-Zwei“, in der die Gerechtigkeitsliga und die Justice Society gemeinsam agierten. 1964 erschien in US-JLA #29 „Krise auf Erde-Drei“, wobei eine weitere Erde eingeführt wurde. Diese Erde war ein so genanntes Spiegeluniversum in dem wesentliche Charaktereigenschaften der Protagonisten ins Gegenteil gekehrt sind. So sind auf Erde-3 die eigentlichen Superhelden Superschurken und umgekehrt (z. B. Ultraman als Gegenstück zu Superman).

### Erwerb der Rechte anderer Comicverlage
DC Comics übernahm im Laufe der Zeit eine Reihe von anderen, kleineren Comicverlagen und erhielt so auch deren Rechte an verschiedenen Comicfiguren. Auch diesen weiteren, durchaus bekannten Helden wurden Parallelerden zugewiesen.

## Die Erden des Multiversums
Schließlich war bis zum Ende des Bronzenen Comiczeitalters eine Reihe Parallelerden entstanden:
- Erde-1

Die Erde mit den meisten und bekanntesten Superhelden, die ab dem Silbernen Zeitalter in den 1950er Jahren entstanden sind. Hier arbeitete z. B. Clark Kent alias Superman (dessen kryptonischer Name Kal-El war) als Reporter beim Daily Planet. Auf Erde-1 war auch die JLA zu Hause.
- Erde-2

Auf Erde-2 leben die Helden des Goldenen Zeitalters (1930er und 1940er Jahre), z. B. die JSA. Auf dieser Erde war Clark Kent (dessen kryptonischer Name hier Kal-L lautete) der Herausgeber des Daily Star geworden und mit Lois Lane verheiratet.
- Erde-3

Eine Erde, auf der viele historische Ereignisse einen völlig anderen Verlauf genommen haben. Hier war die Heimat des Crime Syndicate of America (kurz CSA), deren Anführer Ultraman eine Art böses Gegenstück zu Superman war. Der einzige Held und Gegner des CSA war Lex Luthor.
- Erde-4

Die Heimat der Comic-Charaktere von Charlton Comics, deren Rechte von DC Comics übernommen wurden. Auf Erde-4 lebte z. B. Blue Beetle.
- Erde-5

Diese Erde wurde nicht ausdrücklich benannt, da sich v. a. beim Lettering „5“ und „S“ sehr ähnlich sehen. Der Name wird aber vorgeschlagen für die auf den Seiten zwei und drei von US-Crisis on Infinite Earths #1 gezeigte und vernichtete Erde, auf der es anscheinend keine Superhelden gab.
- Erde-6

Von dieser nur in US-Crisis on Infinite Earths #4 gezeigten und zerstörten Erde stammen heute fast vergessene Figuren wie Lord Volt und Lady Quark.
- Erde-S

Diese Erde war das Zuhause der Figuren von Fawcett Comics, darunter Captain Marvel und die gesamte Marvel-Familie.
- Erde-X

Eine Erde, auf der die Nationalsozialisten den Zweiten Weltkrieg gewonnen haben. Hier lebten die Figuren des früheren Verlages Quality Comics, z. B. Uncle Sam.
- Erde-Prime

1968 gelangte Flash in US-The Flash #179 aus seiner Erde (Erde-1) auf unsere „reale“ Erde (Erde-Prime) und es kommt zum Zusammentreffen mit Mitarbeitern von DC, wie z. B. dem Herausgeber Julius Schwartz oder später dem Autor Cary Bates. Von dieser Erde stammte Superboy-Prime, das einzige Superwesen dieser Welt.

## Ende
Nachdem die Vielzahl der Universen die Leser immer mehr verwirrte und mitverantwortlich für sinkende Verkaufszahlen gemacht wurde, entschloss man sich in den 1980er Jahren dazu, dem DC-Multiversum in seiner bestehenden Form ein Ende zu setzen und alle Universen zu einem einzigen zu verschmelzen. Das geschah 1985/1986 in Marv Wolfmans Miniserie Crisis on Infinite Earths (dt. Krise der Parallelerden). Der Titel war eine direkte Anlehnung an US-JLA #21, #22 und #29 aus den 1960er Jahren. Die erste der benannten Erden, die im Zuge der Krise der Parallelerden vernichtet wurde, war Erde-3, das gleiche Schicksal erfuhren auch Erde-6 und Erde-Prime. Die verbliebenen fünf Parallelerden wurden zu einer einzigen neuen Erde zusammengeführt, die ab diesem Zeitpunkt bis zur Infinite Crisis (2005/2006) im DC-Universum Bestand haben sollte.

## Wiedergeburten

### ElseworldsundHypertime
Der Ursprung der so genannten Elseworlds-Geschichten, welche vergleichbar sind mit dem What If …?-Konzept von Marvel Comics, lässt sich bis in die 1960er Jahre zurückverfolgen, als Imaginary Stories veröffentlicht wurden, in denen Superman nachhaltig (oft verursacht durch Kryptonit) z. B. seine Kräfte verliert oder geschrumpft wird. Im Nachhinein wurde meist berichtet, dass die Geschichten nicht wirklich stattfanden oder vollständig rückgängig gemacht wurden. Eine letzte Geschichte dieser Art stellt Superman: Whatever happened to the Man of Tomorrow? (1986, dt. Superman: Was wurde eigentlich aus dem Mann von morgen?) von Alan Moore dar, die den Original-Superman (von Erde-2) verabschiedet.
Im Modernen Zeitalter kamen in den 1980er Jahren sog. Graphic Novels auf, d. h. Comics eher für ältere Leser. Eine der bekanntesten davon war The Dark Knight Returns (1986, dt. Batman: Der dunkle Ritter kehrt zurück), die eine Zukunft der Helden zeigte und somit nicht in der bekannten „Gegenwart“ der Comics spielte. Batman: Gotham by Gaslight (1989) war der erste Comic mit dem Elseworlds-Logo. Darüber hinaus erschienen der Dreiteiler Batman/Dracula (1991–1999), Kingdom Come (1996/1997) und viele weitere. Letztere Serie fand 1999 eine Fortsetzung mit The Kingdom. Hierbei wurden alle bisher in Elseworlds-Storys erwähnten Wirklichkeiten zu Variationen des Ablaufs der Geschichte des „normalen“ DC-Universums erklärt (nach dem Motto Was wäre wenn …?). Alle Geschichten seien über die Hypertime miteinander verbunden, es handle sich somit um Parallelwelten.
Das Konzept der Hypertime konnte sich bei DC Comics nicht durchsetzen und zu Beginn des 21. Jahrhunderts erschienen die letzten Comics mit dem Elseworlds-Logo. Im deutschsprachigen Raum veröffentlichte v. a. Panini Comics einige der Ausgaben. Die Publikationen erschienen immer mit einem Spruch, der die Idee der Elseworlds-Geschichten zusammenfasst:

„In Elseworlds werden Helden aus ihrer gewohnten Umgebung an fremde Orte und Zeiten versetzt - solche, die existierten oder nicht existieren können, konnten oder sollten. So werden Figuren, die so vertraut sind wie das Gestern, wieder frisch wie das Morgen.“

### Infinite Crisis
Die letzten Überlebenden der während der Crisis on Infinite Earths zerstörten Erden (Alexander Luthor, der Sohn des Helden Lex Luthor von Erde-3, und Superboy von Erde-Prime), sowie die, die ihren Platz nicht mehr auf der neuen Erde sahen (Superman und Lois Lane von Erde-2) verbündeten sich, um unter der Führung des Erde-3-Luthor ihre alten Heimatwelten wiederherzustellen. Dabei versuchten sie auch Power Girl, die ebenfalls von Erde-2 stammte, für ihre Sache zu gewinnen. In der Folge entstanden 52 Parallelerden. Eine davon (Erde-50) beherbergte auch die WildStorm-Helden, die damit in die DC-Geschichtsschreibung aufgenommen wurden.
Wie die Elseworlds spielten auch diese 52 Parallelerden im DC-Universum kaum eine Rolle und wurden selten in den Comics erwähnt.

### Flashpoint,The New 52undThe Multiversity
Nachdem Barry Allen (Flash II) herausgefunden hatte, dass Eobard Thawne (Reverse-Flash) der Mörder seiner Mutter war, reiste er in die Vergangenheit, um dieses Verbrechen zu verhindern. Dabei veränderte er aber die Welt so stark, dass sie nicht wiederzuerkennen war:

„Alles was wir kannten, veränderte sich innerhalb eines Augenblicks. Die größten Helden der Welt existieren nicht mehr. An ihre Stelle sind die schlimmsten Bedrohungen der Menschheit getreten. Wie hat sich die Geschichte verändert? Und was bedeutet das für die Zukunft? Willkommen zum Flashpoint!“

Als die Erde infolge der Rivalität zwischen Aquaman und Wonder Woman vor der Zerstörung stand, konnte Flash die Veränderungen rückgängig machen, indem er wieder den Zeitstrom betrat und sich selbst daran hinderte, den Tod seiner Mutter zu unterbinden. Dabei stellte er fest, dass es drei verschiedene Parallelwelten gab (neben der bekannten Erde noch zwei weitere, auf denen die Vertigo- und WildStorm-Geschichten spielten), die nun vereint wurden.
Damit begann das neue DC-Universum mit den New 52 (2011), dem Neustart von 52 Comicserien, die in mehreren Veröffentlichungswellen erschienen. Dabei erhielten auch Action Comics und Detective Comics nach über 70 Jahren eine neue Zählung. Eine der Serien aus der zweiten Veröffentlichungswelle war Erde-2, in der eine alternative Version der bekannten Erde dargestellt wird. Auch die zum selben Zeitpunkt gestartete Serie Worlds’ Finest handelt von Charakteren (Huntress und Power Girl) der Erde-2. Als Beginn von Forever Evil, dem ersten Comic-Event im neuen DC-Universum, wurde die Existenz der Erde-3 gezeigt.
2014/2015 erschien die neunteilige Geschichte The Multiversity, mit der die Gesamtzahl der 52 Erden (#0 bis #51) auch im neuen DC-Universum eingeführt wurde.